# Швеция на «Детском Евровидении — 2005»
Швеция участвовала в «Детском Евровидении — 2005», проходившем в Хасселте, Бельгия, 26 ноября 2005 года. На конкурсе страну представила группа M+ с песней «Gränslös kärlek», выступившая шестой. Она заняла пятнадцатое место, набрав 22 балла.

## Национальный отбор
1400 песен было отправлено в SVT, и из них были выбраны 10 для участия в национальном отборе, который прошёл 7 октября 2005 года. Ведущими отбора были Нанне Грёнвалль и Шан Атчи. Победитель был определён комбинацией голосов от жюри и телеголосования.
| Lilla Melodifestivalen 2005 — 7 октября 2005 | Lilla Melodifestivalen 2005 — 7 октября 2005 | Lilla Melodifestivalen 2005 — 7 октября 2005 | Lilla Melodifestivalen 2005 — 7 октября 2005 | Lilla Melodifestivalen 2005 — 7 октября 2005 | Lilla Melodifestivalen 2005 — 7 октября 2005 | Lilla Melodifestivalen 2005 — 7 октября 2005 |
| №                                            | Артист                                       | Песня                                        | Жюри                                         | Телезрители                                  | Всего                                        | Место                                        |
| -------------------------------------------- | -------------------------------------------- | -------------------------------------------- | -------------------------------------------- | -------------------------------------------- | -------------------------------------------- | -------------------------------------------- |
| 01                                           | LaLi                                         | «Du får ta mitt hjärta»                      | 28                                           | 10                                           | 38                                           | 7                                            |
| 02                                           | Анна                                         | «Dansa är OK»                                | 16                                           | 60                                           | 76                                           | 2                                            |
| 03                                           | Алекс и Вильям                               | «Vill du bli min tjej?»                      | 12                                           | 10                                           | 22                                           | 9                                            |
| 04                                           | Юлия                                         | «Jag vill inte förklara»                     | 46                                           | 30                                           | 76                                           | 3                                            |
| 05                                           | My                                           | «Mamma förlåt»                               | 20                                           | 20                                           | 40                                           | 5                                            |
| 06                                           | Lu.Ke                                        | «Hela världen snurrar»                       | 24                                           | 40                                           | 64                                           | 4                                            |
| 07                                           | Натали                                       | «Utan dig»                                   | 28                                           | 10                                           | 38                                           | 7                                            |
| 08                                           | Ида и Джесси                                 | «Coola brudar»                               | 16                                           | 10                                           | 26                                           | 8                                            |
| 09                                           | Лудде                                        | «Håkan kråkan»                               | 12                                           | 10                                           | 22                                           | 9                                            |
| 10                                           | M+                                           | «Gränslös kärlek»                            | 48                                           | 50                                           | 98                                           | 1                                            |

## На «Детском Евровидении»
Финал конкурса транслировал телеканал SVT1, комментатором которого была Джозефина Сундстрём, а результаты голосования от Швеции объявляла Халахен Зайден. M+ выступили под шестым номером после Великобритании и перед Северной Македонией, и заняли пятнадцатое место, набрав 22 балла.

## Голосование[4]
| Баллы     | Страна   |
| --------- | -------- |
| 12 баллов |          |
| 10 баллов |          |
| 8 баллов  | Дания    |
| 7 баллов  |          |
| 6 баллов  |          |
| 5 баллов  |          |
| 4 балла   |          |
| 3 балла   |          |
| 2 балла   | Норвегия |
| 1 балл    |          |

| Баллы     | Страна             |
| --------- | ------------------ |
| 12 баллов | Норвегия           |
| 10 баллов | Дания              |
| 8 баллов  | Испания            |
| 7 баллов  | Нидерланды         |
| 6 баллов  | Белоруссия         |
| 5 баллов  | Греция             |
| 4 балла   | Румыния            |
| 3 балла   | Хорватия           |
| 2 балла   | Латвия             |
| 1 балл    | Северная Македония |